# Сан-Марчелло
Сан-Марчелло (итал. San Marcello) — коммуна в Италии, располагается в регионе Марке, в провинции Анкона.
Население составляет 1988 человек (2008 г.), плотность населения составляет 78 чел./км². Занимает площадь 26 км². Почтовый индекс — 60030. Телефонный код — 0731.
Покровителем коммуны почитается святой Марцелл I, папа Римский, празднование 16 января.

## Демография
Динамика населения:

## Администрация коммуны
- Официальный сайт: https://web.archive.org/web/20090503131301/http://www.comune.sanmarcello.an.it/Engine/RAServePG.aspx